# Universidade de Regina
A Universidade de Regina é uma universidade pública de pesquisa localizada em Regina, Saskatchewan, Canadá. Fundada em 1911 como uma escola secundária denominacional privada da Igreja Metodista do Canadá, iniciou uma associação com a Universidade de Saskatchewan como uma faculdade em 1925, e foi desfiliada pela Igreja e totalmente cedida à universidade em 1934. Em 1961, alcançou o status de concessão de graduação como o Campus Regina da Universidade de Saskatchewan. Tornou-se uma universidade autônoma em 1974. A Universidade de Regina tem mais de 15.000 alunos em período integral e parcial.